# Rembert
Rembert, historisch auch Rimbert, ist ein männlicher Vorname und Familienname.

## Varianten
Rimbert, Rembertus, Rempert, Rambert, Rembart

## Namensträger

### Vorname
- Rimbert (830–888), von 865 bis 888 Erzbischof von Hamburg-Bremen
- Rembert van Delden (1917–1999), deutscher Textilkaufmann und Politiker (CDU)
- Rembert Dodoens (* 1516/17, † 1585), flämischer Botaniker und Arzt
- Rembertus Giltzheim († vermutlich 1532), deutscher Mediziner und Hochschullehrer
- Rembert von Hildesheim, von etwa 834/835 bis 845 Bischof des Bistums Hildesheim
- Rembert Hüser (* 1961), deutscher Germanist, Literatur-, Medien- und Filmwissenschaftler
- Rembert von Kerssenbrock (1474–1568), von 1547 bis 1568 Bischof im Bistum Paderborn
- Rembert von Ketteler († 1653), Domherr in Münster und Präsident des Domkapitels
- Rembert von Münchhausen (1884–1947), deutscher Verwaltungsbeamter und Rittergutsbesitzer
- Rembert Ramsauer (1910–1955), deutscher Wissenschaftshistoriker
- Rembert Truluck (1934–2008), US-amerikanischer, christlicher Theologe, Autor und Geistlicher der Metropolitan Community Church
- Rembert Unterstell (1960–2025), ist ein deutscher Wissenschaftsjournalist und Historiker
- Rembert Weakland (1927–2022), US-amerikanischer Ordensgeistlicher, römisch-katholischer Erzbischof von Milwaukee

### Familienname
- Friedrich Wilhelm Rembert von Berg (1794–1874), Feldmarschall der russischen Armee
- Karl Rembert (1868–1966), deutscher Gymnasiallehrer, Heimatkundler und Museumsleiter